# 瑟乔夫卡村委员会
瑟乔夫卡村委员会（俄语：Сычёвский сельсовет）是俄罗斯联邦阿穆尔州斯沃博德内区所属的一个村委员会。其下辖有2个居民点，行政中心为瑟乔夫卡。据2016年统计，该村委员会的人口为730人。